# Birgit Johannesson
Birgit Maria Johannesson, född 2 november 1921 i Kungsholms församling i Stockholm, död 20 februari 1996 i Saltsjö-Boo, var en svensk skådespelare. Hon var gift Alstring och ligger begravd på Norra begravningsplatsen utanför Stockholm.

## Filmografi
- 1941 – Magistrarna på sommarlov
- 1942 – Stinsen på Lyckås
- 1942 – Gula kliniken
- 1943 – Ungt blod
- 1943 – Elvira Madigan
- 1944 – Hemsöborna
- 1945 – Pettersson & Bendels nya affärer
- 1945 – Moderskapets kval och lycka
- 1946 – 100 dragspel och en flicka
- 1947 – Två kvinnor